# Alvoco das Várzeas
Alvoco das Várzeas é uma povoação portuguesa sede da Freguesia de Alvoco das Várzeas do Município de Oliveira do Hospital, freguesia com 11,62 km² de área e 314 habitantes (censo de 2021), tendo, por isso, uma densidade populacional de 27 hab./km².
Está situada na margem norte do rio Alvôco.
A Freguesia de Alvoco das Várzeas foi inicialmente um curato dependente de Penalva de Alva, a cujo concelho pertenceu, até à extinção deste pelo Decreto de 31 de Dezembro de 1853. Posteriormente, foi anexada pelo concelho de Sandomil e com a extinção deste último pelo Decreto de 24 de outubro de 1855, transitou para o concelho (atual município) de Oliveira do Hospital. 
Pertence à rede de Aldeias de Montanha.

## Demografia
A população registada nos censos foi:
| Distribuição da População por Grupos Etários | Distribuição da População por Grupos Etários | Distribuição da População por Grupos Etários | Distribuição da População por Grupos Etários | Distribuição da População por Grupos Etários |
| -------------------------------------------- | -------------------------------------------- | -------------------------------------------- | -------------------------------------------- | -------------------------------------------- |
| Ano                                          | 0-14 Anos                                    | 15-24 Anos                                   | 25-64 Anos                                   | > 65 Anos                                    |
| 2001                                         | 42                                           | 45                                           | 164                                          | 115                                          |
| 2011                                         | 25                                           | 24                                           | 137                                          | 134                                          |
| 2021                                         | 23                                           | 19                                           | 103                                          | 169                                          |

## História
Crê-se que Alvôco das Várzeas é uma povoação muito antiga. O aparecimento de mós e moendas e o legado de antroponímos que ainda hoje existem em Alvôco provam que esta povoação foi ocupada pelos romanos devido, talvez, à proximidade das explorações minerais existentes nas várzeas do rio Alvôco.
Nesta localidade pode visitar a Igreja Paroquial que tem como orago Stº. André, sendo uma obra de arquitetura em continuação da tradição regional setecentista, do século XIX.
Como motivo de maior interesse na freguesia, e de visita obrigatória, é a sua Ponte Medieval, embora conhecida pela tradição popular como “ponte romana”. Monumento Nacional. Pensa-se que terá sido construída no século XIV. É uma boa construção de alvenaria, muito singulada, de dois arcos. O arco principal é uma curva quebrada, gótico, e de grande abertura; o outro, menor, é de traçado semicircular mas irregular. É de duas águas, sendo o ramo da margem direita mais extenso e muito inclinado. Mede cerca de setenta metros de comprimento.
Junto da Ponte existe uma Praia Fluvial e Parque Merendeiro, na zona ribeirinha do Rio Alvôco considerado o curso de água menos poluído da Europa, arborizada e devidamente infra-estruturada e com equipamentos de lazer associados.
Curiosas são as Alminhas do Terreirinho que segundo a superstição popular é um local onde se reúnem as bruxas para «congressos» e «ações de formação», situado à saída povoação, na estrada de Âlvoco das Várzeas para a Carvalha.
Ao longo das margens do Rio Alvôco existem diversos moinhos que acrescentam algo de muito peculiar e interessante a este espólio. São eles o moinho do Parente, o moinho das Nogueiras, o moinho da Ribeirinha, o moinho da Volta, o moinho da Moenda (este em funcionamento desde o século XVIII e integrado na unidade de alojamento turístico designada por Quinta da Moenda), o moinho da Regada, o moinho do Chão do Paulo.
Interessante é ainda a Levada, sendo esta um sistema de irrigação comunitária, talvez o maior da região (7 km) e que provavelmente remonta à época romano/árabe. Tem origem no açude de Candam, no Parente e termina no lagar antigo de Alvôco das Várzeas, no Chão Novo.
Agora deixe-se guiar pelo rio Alvôco até Ponte das Três Entradas), admirando os recantos e belezas deste vale, onde nas margens e encostas se encontram espécies de fauna e flora raras na região.

## Património
- Igreja de Santo André (matriz)
- Capela de São Sebastião
- Cruzeiros do Adro  da Ponte
- Alminhas do Terreirinho
- Moinhos do Parente, das Ribeiras, da Ribeirinha, da Volta, da Regada e do Chão de Paulo
- Casas da Pomba, de Baixo e do Tribunal
- Quinta da Moenda

## Pontos de interesse
- Trecho do rio Alvoco e praia fluvial
- Buracas dos Mouros
- Levadas do Alvoco
- Espaço Cooperativa Cowork - Alvoco das Várzeas (espaço de trabalho partilhado sem fins lucrativos)

### Ponte Medieval
Esta ponte monumental situa-se nas imediações da EN230, sobre o rio Alvoco, afluente do rio Alva, junto a uma praia fluvial. 
Tem um desenho invulgar, proporcionado pela necessidade de vencer margens com cotas desiguais, o que lhe confere leveza e elegância à estrutura, construída com um grande cuidado. 
Ponte de pedra siglada, possui dois arcos desiguais sendo o seu tabuleiro rampante de um dos lados. A rampa, situada na margem direita e sobre o primeiro e mais baixo arco, é bastante acentuada, fazendo ângulo sobre o segundo e mais elevado arco que se une à margem com maior cota, dando a impressão de fazer cavalete apesar de nessa margem não ter qualquer inclinação. 
Os dois arcos são em cantaria aparelhada e com aduelas regulares (de 25cm a 30cm) sendo o mais pequeno de volta perfeita com 8m de diâmetro e o maior com cerca de 25m de abertura, sendo apontado, em ogiva.
O tabuleiro tem 70m de comprimento por cerca de 4,40m de largura e encontra-se delimitado por guardas de cantaria com cerca de 20cm de espessura. A estrutura é reforçada em ambos os lados por talhamares prismáticos bem integrados na estrutura.